# Rodeo (film 1952)
Rodeo è un film del 1952 diretto da William Beaudine.
È un western statunitense con Jane Nigh, John Archer, Wallace Ford e Gary Gray.

## Produzione
Il film, diretto da William Beaudine su una sceneggiatura di Charles R. Marion, fu prodotto da Walter Mirisch per la Monogram Pictures e girato dal 6 al 17 settembre 1951.

## Distribuzione
Il film fu distribuito negli Stati Uniti dal 9 marzo 1952 al cinema dalla Monogram Pictures.